# 劉岳申
刘岳申，字高仲，元朝吉安（今江西吉安市）人。
刘岳申他的文章学问都和刘诜齐名，有文集流传于世。刘岳申被推荐担任辽阳儒学副提举，他没有前去就任。保持隐居状态。